# رياض البوعزيزي
رياض البوعزيزي (من مواليد 8 أفريل 1973) ، هو لاعب دولي تونسي سابق.

## في النوادي
بدأ البوعزيزي، الذي كان ينشط كوسط ميدان دفاعي، مسيرته مع الملعب الإفريقي لمنزل بورقيبة ثم التحق عام 1995 بالنجم الرياضي الساحلي. شكل البوعزيزي مع زبير بية وقيس الغضبان ثلاثي متميزا في وسط الميدان استطاع معه النجم الحصول على كأس الاتحاد الإفريقي (1995) وكأس تونس (1996) والبطولة الوطنية (1997). فاز البوعزيزي أيضا مع النجم بكأس الكؤوس الإفريقية (1997) وكأس السوبر الأفريقي (1998) وكأس الاتحاد الإفريقي مجددا (1999). انتقل عام 2000 للعب في تركيا مع فريق بورصاسبور (إلى غاية 2002) ثم مع غازي عنتاب سبور (2002-2005) فمع كايسري سبور (2005-2007). أمضى في صيف 2007 عقدا مع النادي الرياضي البنزرتي  ليعلن اعتزاله عام 2008.

## مع المنتخب
لعب البوعزيزي 88 دولية سجل فيها 5 أهداف. شارك مع المنتخب في 3 كؤوس عالم (1998 و2002 و2006) و6 كؤوس إفريقية (1996 و1998 و2000 و2002 و2004 و2006)، وقد كان قائد الفريق لكأس إفريقيا التي فازتها بها تونس عام 2004. شارك أيضا في الألعاب الأولمبية بأطلنطا 1996.

## روابط خارجية
- رياض البوعزيزي على موقع الاتحاد الدولي (مؤرشف)  (الإنجليزية)
- رياض البوعزيزي على موقع الاتحاد الأوربي (الإنجليزية)
- رياض البوعزيزي على موقع اتحاد تركيا (لاعب) (الإنجليزية)
- رياض البوعزيزي على موقع قاعدة بيانات كرة القدم.إي يو (الإنجليزية)
- رياض البوعزيزي على موقع ليكيب (الفرنسية)
- رياض البوعزيزي على موقع ناشيونال فوتبول تيمز (الإنجليزية)
- رياض البوعزيزي على موقع أوليمبيديا (الإنجليزية)